# شلیک به هدف (فیلم ۲۰۱۹)
شلیک به هدف (به انگلیسی: Point Blank) همچنین با عنوان نقطه خالی نیز شناخته می‌شود یک فیلم اکشن و دلهره‌آور آمریکایی محصول سال ۲۰۱۹ به کارگردانی جو لینچ است و توسط آدام جی سیمون نوشته شده‌است. این فیلم بازسازی یک فیلم فرانسوی بنام شلیک به هدف (فیلم ۲۰۱۰) به همین نام است. این بازیگران اصلی این فیلم فرانک گریلو، آنتونی مکی، مارسیا گی هاردن، تیونا پریس، بوریس مک‌گیور و مارکیس مور هستند.
این اثر در تاریخ ۱۲ ژوئیه ۲۰۱۹ توسط کمپانی نت‌فلیکس منتشر شد.

## داستان
پائول یک پرستار بیمارستان پس از دزدیده شدن و گروگان‌گیری همسرش، به ناچار باید یک مظنون به قتل را از بیمارستان فراری دهد و با همکاری وی همسرش را نجات دهد. اما…